# Magnesiumnitrat
Magnesiumnitrat är ett salt med formeln Mg(NO3)2. Det är sällsynt som naturligt mineral, men kan bildas i grottor där guano kommer i kontakt med magnesiumrik sten. Magnesiumnitrat används som gödningsmedel.

## Framställning
Kommersiellt magnesiumnitrat är en konstgjord produkt som framställs genom att låta salpetersyra reagera med magnesium eller magnesiumoxid.
{\displaystyle {\rm {2\ HNO_{3}+Mg\rightarrow Mg(NO_{3})_{2}+H_{2}}}}
{\displaystyle {\rm {2\ HNO_{3}+MgO\rightarrow Mg(NO_{3})_{2}+H_{2}O}}}

## Sönderfall
Till skillnad från många andra hygroskopiska salter så kan magnesiumnitrat inte dehydreras genom upphettning. I stället sönderfaller det enligt formeln
{\displaystyle {\rm {2\ Mg(NO_{3})_{2}\rightarrow 2\ MgO+4\ NO_{2}+O_{2}}}}